# Економіка Гватемали
Гватемала — г.ч. аграрна країна. За обсягом виробництва Гватемала перевершує інші країни Центральної Америки. Основні галузі промисловості: гірнича (свинцево-цинкові руди, нафтова), нафтохімічна, текстильна, цукрова. В промисловості в кінці ХХ ст. зайнято бл. 25% працюючих. Тр-т г.ч. автомобільний та морський, частково — залізничний. У 1990-і роки уряд здійснював інтенсивну програму дорожнього будівництва. Морські порти: Пуерто-Барріос, Сан-Хосе, Чамперико. У столиці — міжнародний аеропорт «Ла-Аурора».

## Історія
За даними [Index of Economic Freedom, The Heritage Foundation, U.S.A., 2001]: ВВП — $ 16,6 млрд. Темп зростання ВВП — 5,1%. ВВП на душу населення — $ 1533. Прямі закордонні інвестиції — $ 534 млн. Імпорт (промислові товари, продукти харчування) — $ 5,1 млрд (г.ч. США — 45%; Мексика — 12,7%; Ель-Сальвадор — 5%, Венесуела — 4,9%). Експорт (кава, цукор, бавовна, банани, кардамон і нафта) — $ 3,5 млрд (г.ч. США — 47,6%; Ель-Сальвадор — 10%; Гондурас — 5,8%; Німеччина — 4,9%).
Уряд Ґватемали заохочує іноземні інвестиції. Капіталовкладення США в економіку Ґватемали за обсягом перевищують вкладення в інших країнах регіону. З середини 1960-х до кінця 1970-х років спостерігалося суттєве зростання ВВП. Середньорічний приріст в період в 1965–1978 становив майже 6%, на початку і середині 1980-х років він сповільнилися, а у 1981 відмічене падіння виробництва. Відновлення цивільного правління в країні позитивно вплинуло на економіку. У 1987 економічне зростання становило 3,5%, а в 1990-х роках його темпи стійко росли, досягши 4,3% в 1997. Середній приріст в період 1998–2002 становить бл. 5% на рік.

## Промисловість
У 1994 частка промислового сектора — 19% ВВП і 17% трудових ресурсів. Найдинамічніше зростання відмічене в будівництві і галузях, пов'язаних з туризмом, який є другим джерелом валютних надходжень (2,4% ВВП). Країна має значний гідроенергетичний потенціал. Потужність ГЕС у 973,5 тис. кВт (1995).

## Сільське господарство
Сільське господарство — основа економіки Ґватемали. У 1997 воно давало бл. 70% обсягу експорту, 25% ВВП, в ньому зайнято 50% працездатного населення. З 1985 по 1998 площа кавових плантацій збільшилася з 228,2 тис. га до 250,6 тис. га, при цьому виробництво кави зросло з 179 до 236 тис. т. Площа плантацій кардамон збільшилася з 32,6 до 48,6 тис. га, а їх продукція — з 7,3 до 16,7 тис. т. За той же час площа, зайнята під посіви кукурудзи, скоротилася з 16 до 14 млн га, але урожай кукурудзи зріс з 1070 до 1120 тис. т. Вирощують також чорні боби, рис, банани, бавовник, фрукти і овочі. Розширюється експлуатація лісів Петена.